# Cairo Montenotte
Cairo Montenotte ist eine italienische Gemeinde in der Provinz Savona mit 12.767 Einwohnern (Stand 31. Dezember 2023).

## Geschichte

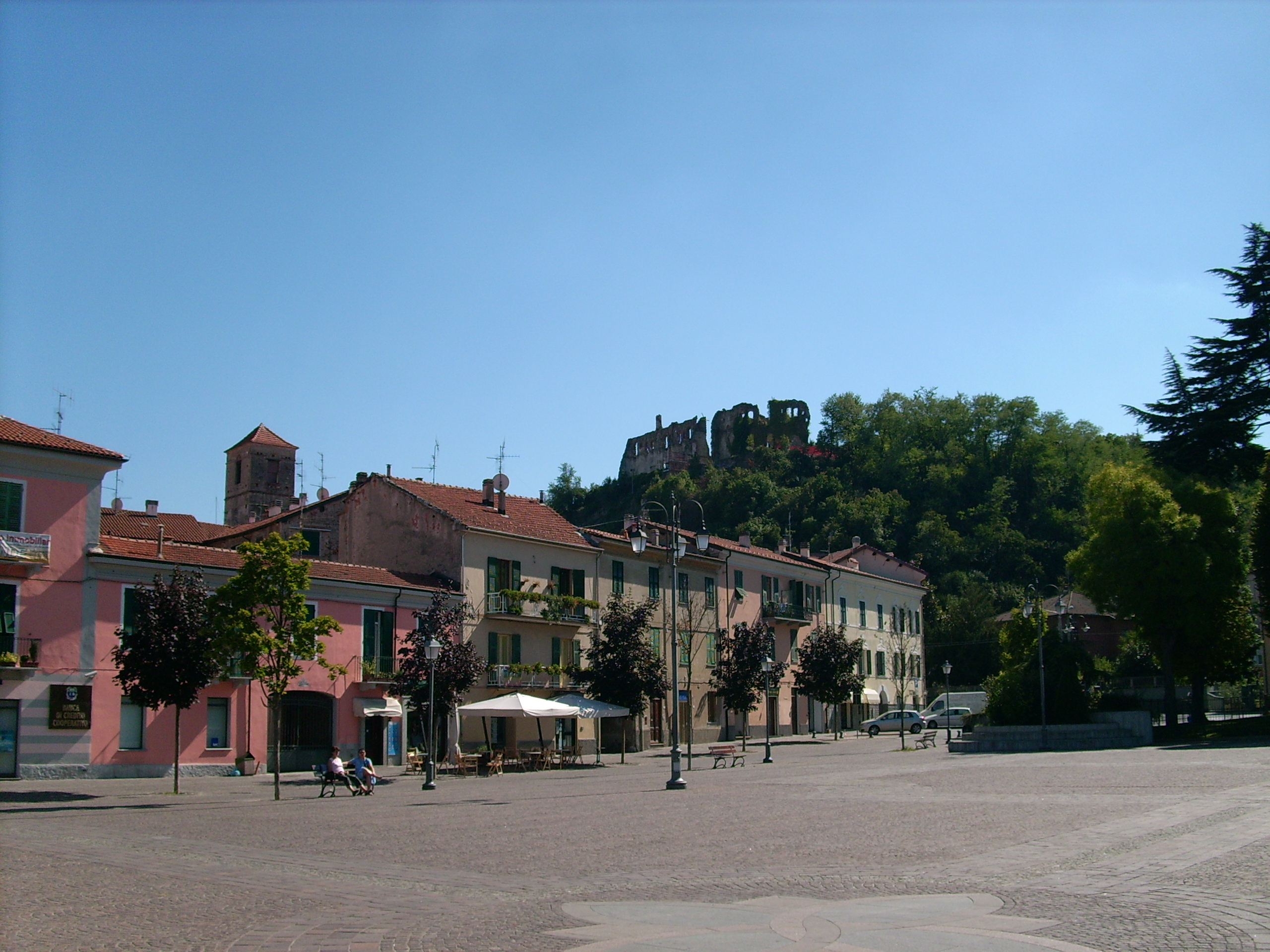
Cairo Montenotte in Ligurien

Während des ersten französischen Reiches war Savona die Hauptstadt des französischen Départements Montenotte. Der Département wurde am 6. Juni 1805 geschaffen und so genannt, weil Napoleon Bonaparte die Schlacht bei Montenotte am 12. April 1796 gegen die Österreicher des Generals Jean-Pierre de Beaulieu gewonnen hatte. Im Zweiten Weltkrieg wurden im italienischen Konzentrationslager Cairo Montenotte slowenische und kroatische Zivilisten interniert.

## Söhne und Töchter der Stadt
- Giuseppe Cesare Abba (1838–1910), italienischer Schriftsteller und Freiheitskämpfer
- Wilma Goich (* 1945), italienische Popsängerin und Fernsehmoderatorin